# مرکز داده‌های نجومی استراسبورگ
مرکز داده‌های نجومی استراسبورگ (انگلیسی: Centre de données astronomiques de Strasbourg) یک مرکز داده است که اطلاعات نجومی را جمع‌آوری و توزیع می‌کند.این مرکز در سال ۱۹۷۲ با نام Center de Données Stellaires توسط مؤسسه ملی نجوم و ژئوفیزیک (INAG) تأسیس شد. خدمات آنلاین ارائه شده توسط CDS عبارتند از:
- سیمباد، یک پایگاه داده‌ای از اجرام نجومی. این سرویس اصلی برای شناسایی و کتابشناسی اجرام نجومی است، وزیر، که کاتالوگ‌ها و جداول نجومی منتشر شده در روزنامه‌های دانشگاهی را جمع‌آوری می‌کند، و علاءالدین، یک اطلس تعاملی از آسمان است که امکان تجسم تصاویر نجومی از خاک و رصدخانه‌های فضایی یا ارائه شده توسط کاربر و داده‌های سرویس‌های CDS یا پایگاه‌های داده دیگر مانند NED.
- VizieR، سرویسی برای کاتالوگ‌های نجومی و داده‌های مرتبط با نشریات.
- Aladin، یک اطلس تعاملی آسمان و پایگاه داده تصاویر.
- X-Match، یک سرویس تطبیق متقابل کاتالوگ.

این مرکز یکی از بازیگران در محیط «اتحاد بین‌المللی رصدخانه مجازی» (IVOA) است که استانداردهای لازم را برای اطمینان از قابلیت همکاری بایگانی‌ها و خدمات نجومی ایجاد می‌کند.
مأموریت CDS این است که:
- جمع‌آوری اطلاعات مفید در مورد اجرام نجومی که به شکل کامپیوتری موجود است.
- این داده‌ها را با ارزیابی‌ها و مقایسه‌های انتقادی ارتقا دهد.
- نتایج را در جامعه نجومی توزیع کند.
- انجام تحقیقات، با استفاده از این داده‌ها.[۲]

در ۲۷ نوامبر ۲۰۱۰، ۹۵۹۱ کاتالوگ از طریق CDS در دسترس بود، از جمله:
- ۸ ۹۷۱ در دسترس آنلاین (به عنوان فایل‌های ASCII یا FITS)
- ۸ ۶۰۸ از طریق سرویس وزیر در دسترس است.